# Tjalfiella tristoma
Tjalfiella tristoma är en kammanetart som beskrevs av Ole Theodor Jensen Mortensen 1910. Tjalfiella tristoma ingår i släktet Tjalfiella och familjen Tjalfiellidae.
Artens utbredningsområde är Norra Ishavet. Inga underarter finns listade i Catalogue of Life.